# 刺红珠
刺红珠（学名：Berberis dictyophylla）是小檗科小檗属的植物，是中国的特有植物。分布在中国大陆的西藏、四川、云南等地，生长于海拔2,500米至4,000米的地区，一般生长在林下、林缘、山坡灌丛中、河滩草地或草坡，目前尚未由人工引种栽培。

## 异名
- Berberis dictyophylla Franch. var. campylogyna (Ahrendt.) Ahrendt.
- Berberis dictyophylla Franch. var. epruinosa Schneid.